# Dalbergia chlorocarpa
Dalbergia chlorocarpa är en ärtväxtart som beskrevs av René Viguier. Dalbergia chlorocarpa ingår i släktet Dalbergia, och familjen ärtväxter. IUCN kategoriserar arten globalt som sårbar. Inga underarter finns listade i Catalogue of Life.